# 黑文山
80°2′S 155°12′E / 80.033°S 155.200°E
黑文山（英語：Haven Mountain）是南極洲的山峰，位於奧次地，處於斯里冰原島峰東北面4公里，屬於不列顛嶺的一部分，海拔高度2,470米，現時由南極條約體系管理。